# По-лицю-дощ (альбом)
«По-лицю-дощ» — четвертий студійний альбом співачки Ольги Богомолець. Здебільшого за віршами поетеси Ліни Костенко, але і за власними також. Випущений 2010 року.

## Композиції
1. «По-Лицю-Дощ»
2. «Поезія Згубила Камертон»
3. «Вже Почалось, Мабуть Майбутнє»
4. «Папороть»
5. «Погасли Кострища Стоянок»
6. «'Умирають Майстри...'»
7. «В Пустелі Сизих Вечорів...»
8. «Між Іншим»
9. «У Світі Злому Й Холодному...»
10. «Я Вранці Голос Горлиці Люблю»
11. «Було Нам Важко І Було Нам Зле»
12. «Вечірнє Сонце, Дякую За День!»
13. «Моя Любове! Я Перед Тобою»
14. «Я, Що Прийшла У Світ Не Для Корид...»
15. «Осінній День Березами Почавсь»
16. «Старесенька, Іде По Тій Дорозі»
17. «Одгородила Доля Шматочок Поля...»

Музика — «Ольга Богомолець», слова — переважно Ліна Костенко і Ольга Богомолець.